# Portland State University
Portland State University – amerykański uniwersytet publiczny w Portlandzie w stanie Oregon. Uczelnia została założona w 1946 roku; od 1969 roku funkcjonuje jako uniwersytet.